# Trixie (película)
Trixie es una película de 2000 de misterio-crimen, dirigida por Alan Rudolph y protagonizada por Emily Watson, Nick Nolte, Will Patton y Brittany Murphy.

## Sinopsis
Trixie es una mujer excéntrica que aspira dejar su trabajo en el departamento de seguridad de Zurbo, un casino, pero su sueño mayor es convertirse en detective privada y seguir criminales. Accidentalmente se ve envuelta en una trama criminal por un senador de Estados Unidos, y Trixie toma su primer caso; sin embargo, interviene la comedia y el caos comienza.

## Elenco
- Emily Watson como Trixie Zurbo.
- Dermot Mulroney como Dex Lang.
- Nick Nolte como Senador Drummond Avery.
- Nathan Lane como Kirk Stans.
- Brittany Murphy como Ruby Pearli.
- Lesley Ann Warren como Dawn Sloane.
- Will Patton como W. 'Red' Rafferty.
- Stephen Lang como Jacob Slotnick.
- Mark Acheson como Vince Deflore.
- Vincent Gale como Sid Deflore.
- Jason Schombing como Ramón.
- Robert Moloney como Alvin.
- Troy Yorke como Cleavon Arris.
- Wendy Noel como Camarera.
- David Kopp como Botones del hotel.
- Ken Kirzinger como Guardaespaldas de Avery.
- Jonathon Young
- Terry Chen como Mesero.
- Gary Jones
- Zak Santiago Alam como Miembro de Banda.
- Tyler Labine como Miembro de Banda.
- Norman Armour como Dr. Gold
- Alvin Sanders
- Peter Bryant como Policía #1.
- Kate Robbins como Esposa de Turista.
- Michael Puttonen como Turista.
- Brendan Fletcher
- Terence Kelly como Sr. Lang

## Lanzamiento
La película se estrenó el 28 de junio de 2000 en Nueva York y Los Ángeles, California